# Chór

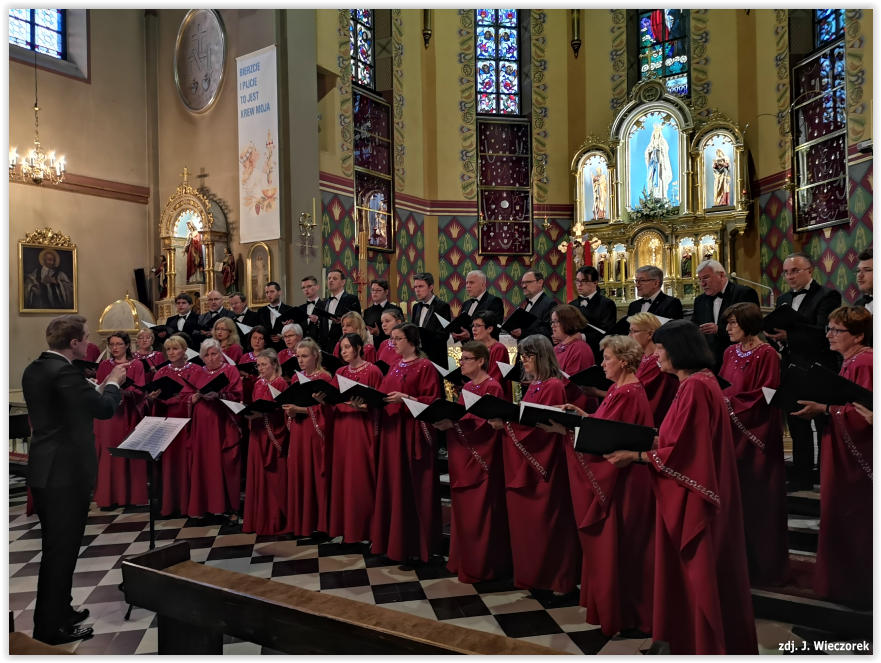
Chór Mariański z Krakowa (2019)

Chór – zespół muzyczny składający się z wokalistów wykonujący utwór jedno- lub wielogłosowy, a cappella bądź z akompaniamentem. Najczęściej prowadzony przez dyrygenta lub chórmistrza (kierownika chóru).

## Podział na głosy
Mieszany chór tradycyjnie jest podzielony na 4 głosy − dwa żeńskie (sopran i alt) i dwa męskie (tenor i bas). Każda z partii może śpiewać unisono, jak i być podzielona na kilka samodzielnych partii. I tak Stabat Mater Krzysztofa Pendereckiego został napisany na trzy chóry po 16 partii każdy (razem 48 partii).
Najczęstszy skład chórowych głosów i ich zakresy (różne źródła podają różne skale):
| głos            | zakres                                         | głos         | zakres                                         |
| --------------- | ---------------------------------------------- | ------------ | ---------------------------------------------- |
| pierwszy sopran | {\displaystyle c^{1}} do {\displaystyle c^{3}} | drugi sopran | {\displaystyle c^{1}} do {\displaystyle g^{2}} |
| pierwszy alt    | {\displaystyle a} do {\displaystyle f^{2}}     | drugi alt    | {\displaystyle g} do {\displaystyle d^{2}}     |
| pierwszy tenor  | {\displaystyle c} do {\displaystyle b^{1}}     | drugi tenor  | {\displaystyle B} do {\displaystyle g^{1}}     |
| baryton         | {\displaystyle A} do {\displaystyle f^{1}}     | bas          | {\displaystyle F} do {\displaystyle d^{1}}     |

Istnieje kilka wariantów rozstawienia zespołu na scenie. 
Najczęściej chórzyści stoją w dwóch lub więcej rzędach (jeden za drugim):
| ........tenory........ | .........basy.......... |
| .......soprany........ | .........alty.......... |
| (dyrygent)             |                         |

Istnieją też dwa warianty ustawienia tzw. blokowego:
| alty I     | alty II    | barytony | basy      |
| soprany I  | soprany II | tenory I | tenory II |
| (dyrygent) |            |          |           |

| soprany II | alty II | tenory II | basy     |
| soprany I  | alty I  | tenory I  | barytony |
| (dyrygent) |         |           |          |

## Podział chórów

### ze względu na płeć (wiek)
- chóry jednorodne − żeńskie, męskie lub dziecięce (gł. chłopięce);
- chóry mieszane.

### ze względu na liczbę głosów
- chór jednogłosowy (unison)
- chór dwugłosowy żeński – sopran i alt
- chór dwugłosowy męski – tenor i bas
- chór trzygłosowy żeński – gł. pierwszy (wyższy) sopran, drugi sopran i alt
- chór trzygłosowy mieszany – gł. sopran, alt i tenor lub bas
- chór czterogłosowy żeński – gł. pierwszy sopran, drugi sopran, pierwszy alt i drugi alt
- chór czterogłosowy męski – gł. pierwszy tenor, drugi tenor, pierwszy bas, drugi bas
- chór czterogłosowy mieszany – gł. sopran, alt, tenor i bas.

### ze względu na mecenasa
- chóry profesjonalne
  - chór operowy
  - chór operetkowy
  - chór filharmonii;
- chóry amatorskie
  - chór przedszkolny
  - chór szkolny
  - chór gimnazjalny
  - chór akademicki, studencki
  - chór kościelny, katedralny, schola
  - chór rzemieślniczy.
  - chór operetkowy

Chóry bardziej złożone tworzy się przez zwielokrotnienie głosów w poszczególnych rejestrach.
W muzyce popularnej stosuje się cała gamę różnych składów chóralnych − duety wokalne (zwykle kobieta i mężczyzna), chóry trzygłosowe, pięciogłosowe itd. Zobacz boysband i girlsband.